# Aunt Elsa's Visit
Aunt Elsa's Visit è un cortometraggio muto del 1913 scritto e diretto da Charles M. Seay.

## Produzione
Il film fu prodotto dalla Edison Company.

## Distribuzione
Distribuito dalla General Film Company, il film - un cortometraggio di 198 metri - uscì nelle sale cinematografiche degli Stati Uniti il 12 marzo 1913. Nelle proiezioni, veniva programmato con il sistema dello split reel, accorpato in un'unica bobina con un altro cortometraggio prodotto dalla Edison, il documentario A Modern Horse.